# I'm So In Love: Grandes Éxitos
I'm So In Love: Grandes Éxitos es el segundo álbum de grandes éxitos de la cantante mexicana Paulina Rubio, publicado por la compañía EMI Latin y Capitol el 20 de noviembre de 2001. El nombre del disco deriva de la canción «I'm So In Love», versión en inglés del sencillo «Enamorada», que forma parte de Planeta Paulina (1996), su cuarto y último álbum de estudio con EMI. También reconocido en su catálogo musical simplemente como Grandes Éxitos, el álbum fue publicado meses antes de que la cantante estrenara su primer disco en inglés Border Girl (2002), como una estrategia comercial de EMI para generar mayores ventas con su música, que en ese entonces aún pertenecía a la compañía.
Además de la canción principal que da nombre al disco, este reúne once sencillos de la cantante durante sus primeros años de carrera, y otras dos canciones en inglés: «Only For You» y «Open Up Your Heart», versiones en inglés de «Solo Por Ti» y «Siempre Tuya Desde La Raíz», respectivamente, ambas de Planeta Paulina. Como temas extras, el disco cuenta con un remix de «I'm So In Love» y la versión extendida del sencillo radial «Megahits», publicado anteriormente en el primer álbum de grandes éxitos de Paulina Rubio, Top Hits (2000). 

## Lista de canciones
| I'm So In Love: Grandes Éxitos |                                                      |                                                                       |                                   |          |  |
| N.º                            | Título                                               | Escritor(es)                                                          | Productor(es)                     | Duración |  |
| 1.                             | «I'm So In Love (Enamorada)»                         | Paulina Rubio · Valle                                                 | Paulina Rubio · Flores            |          |  |
| 2.                             | «Mío»                                                | José Ramón Flórez · Cesar Valle                                       | José Ramón Flórez · Miguel Blasco | 3:45     |  |
| 3.                             | «Te Daría Mi Vida»                                   | Sánchez · Valle                                                       | Blasco                            | 4:14     |  |
| 4.                             | «Only For You (Solo Por Ti)»                         | Flores                                                                | Flores                            | 4:16     |  |
| 5.                             | «Él Me Engañó»                                       | Don Matamoros · Valle                                                 | Don Matamoros · Blasco            | 4:09     |  |
| 6.                             | «Sabor A Miel»                                       | Flórez · Valle                                                        | Blasco                            | 3:32     |  |
| 7.                             | «Asunto De Dos»                                      | Flórez · Fredy Marugán                                                | Blasco                            | 3:43     |  |
| 8.                             | «Open Up Your Heart (Siempre Tuya Desde La Raíz)»    | Karla Aponte · Cesar Lemos · Rodolfo Castillo                         | Flores                            | 4:40     |  |
| 9.                             | «Abriendo Las Puertas Al Amor»                       | Gian Pietro Felisatti · JR Flórez                                     | Blasco                            | 4:40     |  |
| 10.                            | «Nieva, Nieva»                                       | Carlos Sánchez · Valle                                                | Blasco                            | 3:32     |  |
| 11.                            | «Pobre Niña Rica»                                    | Graciela Carballo · Mario Pupparo                                     | Flores                            | 3:37     |  |
| 12.                            | «Nada De Ti»                                         | Flores                                                                | Flores                            | 3:31     |  |
| 13.                            | «Hoy Te Dejé De Amar»                                | Flores                                                                | Flores                            | 3:56     |  |
| 14.                            | «Amor De Mujer»                                      | Flórez · Valle · Felisatti                                            | Blasco                            | 3:53     |  |
| 15.                            | «I'm So In Love (Enamorada)» (Mijango's Classic Mix) | Rubio · Valle                                                         | Rubio · Valle                     | 7:04     |  |
| 16.                            | «Megahits» (Extended Version)                        | Flórez · Valle · Sánchez · Aponte · Lemos · Castillo · Rubio · Flores | Eduardo Posadas                   | 8:57     |  |
| 1:10:28                        |                                                      |                                                                       |                                   |          |  |